# Военная медаль (Османская империя)
Военная медаль (тур. Harp Madalyası) — награда Османской империи, учреждённая султаном Мехмедом V 1 марта 1915 года. Известна также под английским названием Gallipoli Star (Галлиполийская звезда) и немецким — «Eiserner Halbmond» (Железный Полумесяц).

## Описание награды
Медаль представляет собой пятиконечную звезду диаметром 56 мм с небольшими шариками на концах лучей. Лучи имеют серебряный ободок и покрыты красной эмалью или лаком. Выпуклый полумесяц, открытый кверху, окружает центральный медальон, внутри полумесяца — тугра султана Мехмеда Решада V с датой «1333» (1915 г.). Реверс плоский, с горизонтальной булавкой или двумя вертикальными крючками. Медаль носилась на левой стороне груди.
Первые экземпляры этой награды были отчеканены в белом металле и покрыты ярко-красным лаком. По утверждению немецкого коллекционера и исследователя доктора Курта-Герхарда Клитманна, имелись серебряные экземпляры с красной эмалью, вероятно, для высших офицеров. Они обычно называются «знаками паши».
Имеется огромное количество медалей, изготовленных в частном порядке. Наиболее часто встречающиеся знаки неизвестного производителя имеют клеймо «BB&Co». Знаки частного изготовления могут различаться как по применяемому металлу и по габаритам, так и по способу крепления.

### Лента награды
Для комбатантов лента медали шириной 29 мм была красной с 5-мм белыми полосками, отстоящими на 2.5 мм от краёв. Для некомбатантов использовалась обратная цветовая схема — белая с красными полосками.
Существовали также белые трапециевидные планки (длина 56 мм, высота 7 мм) для крепления к ленте, на которых красными арабскими буквами указаны кампании или театры военных действий, в частности следующие:
- «Чанаккале» (Дарданелльская операция)
- «Газа» (Первая битва за Газу)
- «Кавказ»
- «Канал» (Суэцкая операция)
- «Кут-аль-Амара» (Осада Эль-Кута)
- «Сана»

Эти планки не имели официального статуса, но их ношение, судя по всему, не запрещалось во время войны.

## Правила ношения
При парадной форме знак крепился на левой стороне груди ниже нагрудного кармана, на повседневной форме вместо знака носилась лента, продеваемая во вторую петлицу. Также могла носиться лента на колодке.
Подданные Австрийской и Германской империй размещали иностранную награду ниже правого нагрудного кармана мундира, а ленту — вслед за лентой Железного креста.
Планки за кампании обычно не носились.